# 흉상어목
흉상어목은 상어의 가장 큰 생물 목이다. 흉상어목은 청새리상어와 두툽상어, 복상어, 흉상어, 귀상어 등과 같은 다양한 상어류를 포함한다. 270여 종 이상이 있다. 흉상어 목에 속하는 상어는 눈에 일종의 순막(瞬膜)이 있으며, 2개의 등지느러미, 1개의 뒷지느러미 그리고 5줄의 아가미 새열을 지니고 있다.
흉상어목에 포함되는 과 목록은 개정이 필요하다. 최근의 DNA 연구는 이들의 전통적인 분류군이 단계통군이 아님을 보여주고 있다.

## 하위 분류
- 흉상어과(Carcharhinidae) - 레몬상어, 뱀상어, 흉상어 등 12속 52종
- 헤미갈레우스과 또는 족제비상어과(Hemigaleidae) - 4속 8종
- 렙토카리아스과 또는 수염개상어과(Leptochariidae) - 1속 1종
- 표범상어과(Proscylliidae) - 3속 7종
- 프세우도트리아키스과(Pseudotriakidae) - 3속 4종
- 두툽상어과(Scyliorhinidae) - 17속 150여 종 이상
- 귀상어과(Sphyrnidae) - 귀상어 등 2속 9종
- 까치상어과(Triakidae) - 9속 40여 종